# Dyna-mite
Dyna-mite (soms ook gespeld Dynamite) is een single van Mud.
Dyna-mite was een van de drie nummers, naast Crazy en Hypnosis, die aangeleverd werden door Nicky Chinn en Mike Chapman nadat de band in 1973 overstapte naar RAK Records. Dyna-mite was oorspronkelijk geschreven voor The Sweet, maar die weigerde het te spelen. Mud haalde er in Nederland de eerste plaats mee in 1974 in de Veronica Top 40 en de Daverende 30, een jaar na uitkomen van de single.
Dyna-mite en B-kant was Do it all over again verschenen niet op een regulier studioalbum, wel op het verzamelalbum Mud Rock in een medleyvorm.

## Hitnoteringen

### Nederlandse Top 40
| Hitnotering: 02-02-1974 t/m 18-05-1974 | Hitnotering: 02-02-1974 t/m 18-05-1974 | Hitnotering: 02-02-1974 t/m 18-05-1974 | Hitnotering: 02-02-1974 t/m 18-05-1974 | Hitnotering: 02-02-1974 t/m 18-05-1974 | Hitnotering: 02-02-1974 t/m 18-05-1974 | Hitnotering: 02-02-1974 t/m 18-05-1974 | Hitnotering: 02-02-1974 t/m 18-05-1974 | Hitnotering: 02-02-1974 t/m 18-05-1974 | Hitnotering: 02-02-1974 t/m 18-05-1974 | Hitnotering: 02-02-1974 t/m 18-05-1974 | Hitnotering: 02-02-1974 t/m 18-05-1974 | Hitnotering: 02-02-1974 t/m 18-05-1974 | Hitnotering: 02-02-1974 t/m 18-05-1974 | Hitnotering: 02-02-1974 t/m 18-05-1974 | Hitnotering: 02-02-1974 t/m 18-05-1974 | Hitnotering: 02-02-1974 t/m 18-05-1974 | Hitnotering: 02-02-1974 t/m 18-05-1974 |
| Week:                                  | 1                                      | 2                                      | 3                                      | 4                                      | 5                                      | 6                                      | 7                                      | 8                                      | 9                                      | 10                                     | 11                                     | 12                                     | 13                                     | 14                                     | 15                                     | 16                                     |                                        |
| -------------------------------------- | -------------------------------------- | -------------------------------------- | -------------------------------------- | -------------------------------------- | -------------------------------------- | -------------------------------------- | -------------------------------------- | -------------------------------------- | -------------------------------------- | -------------------------------------- | -------------------------------------- | -------------------------------------- | -------------------------------------- | -------------------------------------- | -------------------------------------- | -------------------------------------- | -------------------------------------- |
| Positie:                               | 30                                     | 6                                      | 2                                      | 1                                      | 1                                      | 1                                      | 1                                      | 1                                      | 2                                      | 3                                      | 8                                      | 10                                     | 16                                     | 20                                     | 28                                     | 34                                     | uit                                    |

### NederlandseDaverende 30
| Positie: | 23 | 6 | 2 | 1 | 2 | 1 | 1 | 1 | 2 | 2 | 8 | 11 | 14 | 22 | uit |

### NPO Radio 2 Top 2000
| Nummer met noteringen in de NPO Radio 2 Top 2000 | '99 | '00 | '01 | '02 | '03 | '04 | '05 | '06 | '07 | '08 | '09  | '10  | '11  | '12  | '13  | '14  | '15  | '16  | '17  | '18  | '19  | '20  | '21  | '22  | '23  |
| ------------------------------------------------ | --- | --- | --- | --- | --- | --- | --- | --- | --- | --- | ---- | ---- | ---- | ---- | ---- | ---- | ---- | ---- | ---- | ---- | ---- | ---- | ---- | ---- | ---- |
| Dyna-mite                                        | 799 | 825 | 695 | 671 | 633 | 758 | 796 | 669 | 839 | 712 | 1132 | 1140 | 1351 | 1459 | 1385 | 1525 | 1591 | 1551 | 1487 | 1482 | 1284 | 1329 | 1414 | 1725 | 1895 |

1. ↑  Een vetgedrukt getal geeft de hoogste notering aan.
2. ↑  Deze tabel is bijgewerkt tot en met de laatste editie (2024).